# Naturschutzgebiet Kaisbergaue

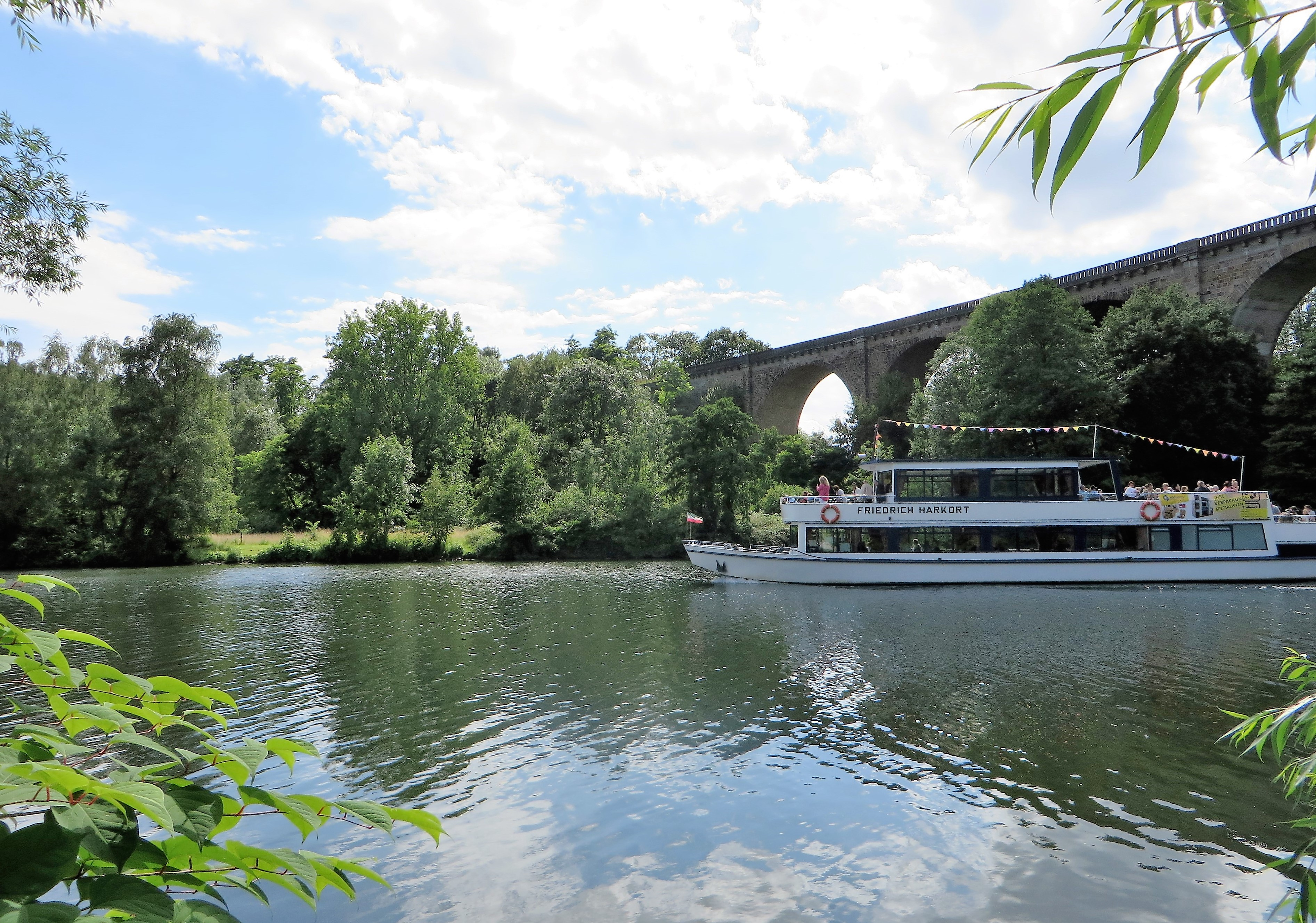
Naturschutzgebiet Kaisbergaue im Hintergrund

Das Naturschutzgebiet Kaisbergaue mit einer Flächengröße von 20,22 ha befindet sich auf dem Gebiet der kreisfreien Stadt Hagen in Nordrhein-Westfalen. Das Naturschutzgebiet (NSG) wurde 1994 mit dem Landschaftsplan der Stadt Hagen vom Stadtrat von Hagen ausgewiesen. Es liegt im Stadtteil Vorhalle. Das NSG grenzt westlich an die Kläranlage Vorhalle. Im Norden ist die Ruhr bzw. der Harkortsee die Grenze. Sonst grenzen meist landwirtschaftliche Flächen an. Eine Bahntrasse verläuft im NSG. Die Südanfang des Ruhr-Viadukt (Herdecke) liegt im NSG. Das NSG grenzt im Norden an das Landschaftsschutzgebiet Harkortsee. Im Süden an das Landschaftsschutzgebiet Gut Hausen und  Landschaftsschutzgebiet Werdringen/Kaisberg.

## Gebietsbeschreibung
Im NSG liegt die südliche Flussaue der Ruhr, während die Ruhr selbst außerhalb des NSG verläuft bzw. es gehören nur Uferbereiche zum NSG. Im NSG liegt der Kaisbergweiher und weitere Teiche als die letzten Relikte des alten Volmelaufes. Auch den bewaldeten Nordosthang des 185 m hohen Kaisberges befindet sich dort. Im Grünland sind auch Mager- und Feuchtwiesen wie Glatthaferwiese zu finden. Die Teichufer werden von Röhrichten und Rieden besiedelt.
Im NSG sind frühe Stätte des Ruhrbergbaus vorhanden wie das tiefste und älteste Steinkohleflöz Sengsbank und das Kaisberg-Konglomerat.

## Schutzzweck
Das NSG wurde zur Erhaltung und Wiederherstellung von Lebensgemeinschaften oder Lebensstätten bestimmter wildlebender Pflanzen- und wildlebender Tierarten sowie zur Erhaltung und Entwicklung überregional bedeutsamer Biotope seltener und gefährdeter sowie landschaftsraumtypischer wildlebender Pflanzen- und wildlebender Tierarten von europäischer Bedeutung als Naturschutzgebiet ausgewiesen.

## Verbote und Gebote im NSG
Im NSG ist die fischereiliche Nutzung aller Kaisbergweiher verboten. Im Rest des NSG gibt es Einschränkungen für Angler.